# Brun bollrostnavling
Brun bollrostnavling (Xeromphalina cornui) är en svampart som först beskrevs av Lucien Quélet, och fick sitt nu gällande namn av J. Favre 1936. Enligt Catalogue of Life ingår Brun bollrostnavling i släktet Xeromphalina,  och familjen Mycenaceae, men enligt Dyntaxa är tillhörigheten istället släktet Xeromphalina,  och familjen trådklubbor. Arten är reproducerande i Sverige. Inga underarter finns listade i Catalogue of Life.